# Козьолек (Мазовецьке воєводство)
Козьолек (пол. Koziołek) — село в Польщі, у гміні Ґрабув-над-Пилицею Козеницького повіту Мазовецького воєводства.
Населення — 77 осіб (2011).
У 1975-1998 роках село належало до Радомського воєводства.

## Демографія
Демографічна структура станом на 31 березня 2011 року:
|          | Загалом | Допрацездатний вік | Працездатний вік | Постпрацездатний вік |
| -------- | ------- | ------------------ | ---------------- | -------------------- |
| Чоловіки | 43      | 13                 | 24               | 6                    |
| Жінки    | 34      | 7                  | 17               | 10                   |
| Разом    | 77      | 20                 | 41               | 16                   |